# Raimundo Rivas
Raimundo Rivas Escobar (Bogotá, 25 de febrero de 1889-Bogotá, 24 de febrero de 1946) fue un político e historiador colombiano.

## Biografía
Nacido en Bogotá en una familia de origen antioqueño. Fue partícipe de las reuniones en las que se creó el periódico El Tiempo y la llegada del periódico El Espectador a Bogotá años más tarde, promovió la Constituyente de 1910, la disminución de los poderes presidenciales, la libertad de prensa y la modernización de las prácticas públicas. Fue alcalde de Bogotá en 1917, Ministro Plenipotenciario de Colombia en Venezuela entre 1924 y 1928, y Ministro de Relaciones Exteriores entre 1930 y 1931 en el gobierno de Enrique Olaya Herrera.
Participó en la revista Cultura dirigida por Luis López de Mesa. Vivió en Europa y se formó como historiador. En 1939 es nombrado profesor de la cátedra de Historia Diplomática Colombiana en la Facultad de Derecho de la Universidad Nacional. Fue miembro de la Academia Colombiana de Historia desde 1908 y su presidente entre 1919 y 1920  miembro de la Real Academia de Historia de España, y miembro de la Academia Colombiana de la Lengua desde agosto de 1933.

## Obras
- Con José María Restrepo Sáenz Genealogías de Santa Fe de Bogotá (1928).[3]

## Premios
- Premio Nacional de Literatura José María Vergara y Vergara